# ニュース富山人
『ニュース富山人』（ニュースとやまじん）は、NHK富山で2010年3月29日から放送されている『NHKニュース』のローカルニュース番組である。

## 概要
『イブニングアクセス富山』の放送が終了し、『ニュース富山人』として放送されている。2016年4月1日まで使用された初代番組ロゴの『富山人』の部分は、下新川郡出身の俳優・梅津栄の字によるものである。
2023年5月29日より、NHKプラスの「ご当地プラス（東海・北陸エリア）」において見逃し配信を開始した。

## 放送時間
- 平日 18:10 - 19:00（JST）

※ 祝日やオリンピック期間中は休止され、18:45 - 19:00に『ニュースとやま645』と題し、県内のニュースを放送する。
※ 2024年1月8日は祝日であるものの、令和6年能登半島地震発生から1週間のため、平日同様の時間帯で放送された。

## 現在の出演者
キャスター
（NHK富山放送局アナウンサー）
- 早瀬雄一[注釈 1]（2024年4月1日 - ）
- 福元まりあ（2025年3月31日 - 隔週）

（NHK富山放送局契約キャスター）
- 日比あゆみ（2023年4月 - 隔週）

スポーツキャスター（NHK富山放送局契約キャスター）
- 針山莉奈

気象予報士
- 芦沢涼（2020年3月30日 - ）

## 過去の出演者
NHK富山放送局アナウンサー（当時）
- 三條雅幸
- 伊林毅暁
- 笠井大輔
- 深川仁志
- 小西政親
- 西川典孝
- 三平泰丈
- 梶原典明
- 石井智也
- 岩﨑果歩
- 柴田拡正

NHK富山放送局契約キャスター（当時）
- 島永吏子
- 舟倉薫
- 舘谷春香
- 松田菜梨沙
- 金岡紀子
- 杉山千尋
- 石黒彩佳
- 舟本真理
- 高橋まどか（2022年4月 - 2024年3月22日）
- 山本愛美（2024年4月1日 - 2025年3月28日）

気象予報士
- 篠原正（2018年4月 - 2020年3月）

## 放送内容

### 主なコーナー
- お天気ちょっこしLIVE
- スポーツ応援団[4]
- 北陸食探訪[5]
- 防災のことば
- だまされんちゃ!特殊詐欺[6]
- 富山かがやき物語
- イナガキヤスト本気旅
- キラリ富山人
- 出会い!発見![7]
- 北陸百景
- クローズアップ富山
- さだありさの地元推し旅
- あしてん
- 推しスポ
- とやま100年物語
- ぐるっとおとなりNews
- いまほんランキング
- 中継・富山ライブ
- 解説委員のとやま解説

など

### 過去の主なコーナー
- 暮らしの達人
- 日めくりカレンダー
- 榮の導き
  - このコーナーは青山ワンセグ開発2012年1月期の対戦企画として参加した。
- とやまデート研究所
- 地デジひとくちメモ
- 富山人川柳
- 旅とくらし
- 富山人に聞く
- 天気メモ
- マイビデオ
- きときと便り
- あした、みつけた。
- それ調べます[8]
- みんなでちょいエコ宣言！[9]
- お天気見つけた！[10]
- お知らせスクエア
- ごちそうレシピ
- WEEKLY 富山 NEWS WEB
- 映像で振り返る富山
- 富山に来られ
- 柴田が行く
- お天気見つけた!
- 命を守る 地球を守る
- とやま、ここから
- 篠原正の天気のミカタ
- きときと！スクールライフ

など

## その他
- 島永吏子がメインだった頃のエンディングは、司会の2人が立って今日の番組のコーナーの内容などの感想を言い、最後に島永が富山弁で挨拶をして番組を締め括っていた。